# 安塔曼泰山
11°26′51″S 76°27′39″W / 11.44750°S 76.46083°W
安塔曼泰山（Anta Mantay），是秘魯的山峰，位於該國中南部利馬大區，由坎塔省的瓦羅斯區負責管轄，屬於安地斯山脈的一部分，海拔高度4,800米。